# Alain Rousset
Alain Rousset (ur. 16 lutego 1951 w Chazelles-sur-Lyon) – francuski polityk i samorządowiec, parlamentarzysta, w latach 1998–2015 prezydent regionu Akwitania, od 2016 prezydent regionu Nowa Akwitania.

## Życiorys
Ukończył studia prawnicze, następnie kształcił się w Instytucie Nauk Politycznych w Paryżu. Zaangażował się w działalność polityczną w ramach Partii Socjalistycznej. W latach 1980–1986 był dyrektorem gabinetów dwóch kolejnych przewodniczących rady regionalnej Akwitanii, następnie do 1998 zatrudniony w koncernie paliwowym Elf Aquitaine.
W latach 1989–2001 pełnił funkcję mera Pessac, gdzie w 1990 zainicjował festiwal filmowy. Później do 2007 był pierwszym zastępcą mera tej miejscowości. Od 1988 do 1998 zasiadał w radzie departamentu Żyronda. Zajmował również kierownicze stanowiska w administracji metropolii Bordeaux. W 1998 po raz pierwszy wybrany na prezydenta (przewodniczącego rady regionalnej) Akwitanii, reelekcję uzyskiwał w 2004 i 2010. Od 2004 do 2016 kierował zrzeszeniem francuskich regionów ARF.
W wyborach w 2007 wybrany w skład Zgromadzenia Narodowego XIII kadencji. Utrzymał mandat również w 2012 na XIV kadencję.
W grudniu 2015 jako kandydat socjalistów wygrał wybory na stanowisko prezydenta nowo utworzonego regionu Akwitania-Limousin-Poitou-Charentes (nazwanego następnie Nowa Akwitania). Urząd ten objął w styczniu 2016. W 2021 z powodzeniem ubiegał się o reelekcję.